# آرتامن یا کورش بزرگ

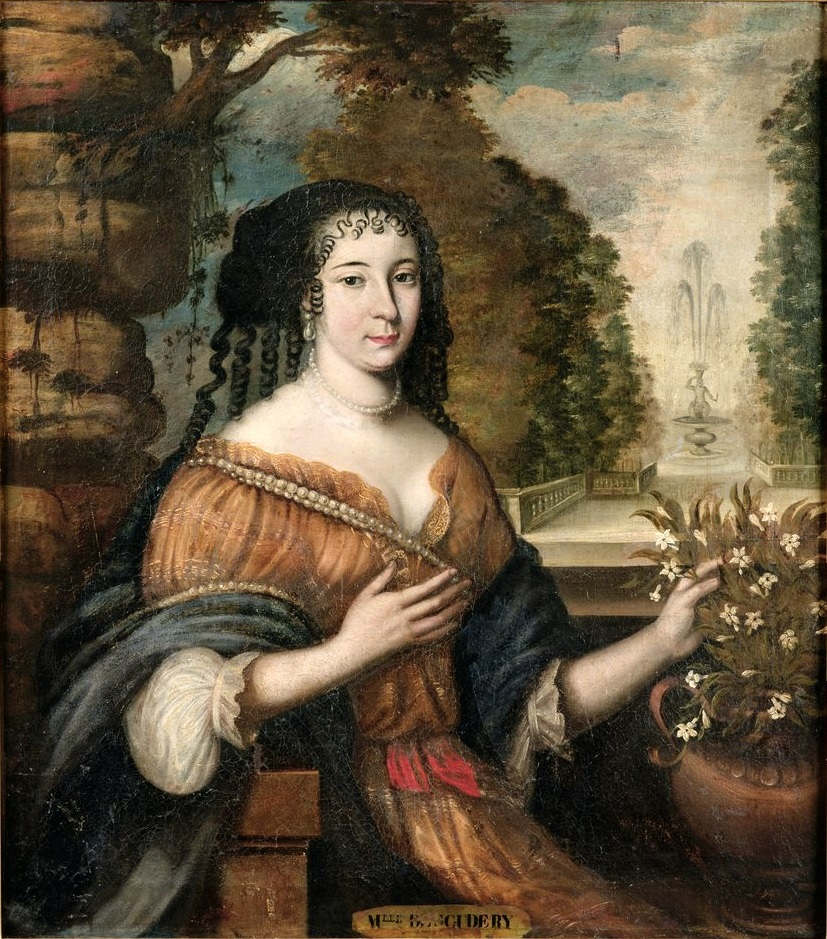
مادلن دو سکودری، نویسنده فرانسوی کتاب

آرتامن یا کورش بزرگ (به فرانسوی: Artamène ou le Grand Cyrus) نام داستانی بلند از مادلن دو سکودری و ژرژ دو سکودری است؛ که نخستین بار میان سال‌های ۱۶۴۹ و ۱۶۵۳ منتشر شد. این داستان، بلندترین داستان بلند فرانسوی است که تاکنون نوشته شده‌است و دارای ۱۳٬۰۹۶ صفحه و ۲٬۱۰۰٬۰۰۰ واژه می‌باشد. با اینکه این رمان در زمان انتشارش با استقبال روبرو شد اما پس از سدهٔ ۱۷ میلادی به دلیل بلند بودن بیش از حد آن دیگر دوباره چاپ نشد.
آرتامن، گسترده‌ترین رمان نوشته‌شده در مورد کوروش بزرگ است.

## شخصیت‌ها
شخصیت‌هایی که در این داستان به آن‌ها نسبت داده شده:
- لویی دوم بوربن-کُنده (Louis II de Bourbon-Condé) برای کورش بزرگ
- ان جنویو بوربن-کُنده (Anne Geneviève de Bourbon-Condé) برای ماندانا
- تورن (Turenne) برای شاه آشور، عشق ماندانا